# Balneario Las Conchas
Se´pemech o Las Conchas es un balneario que cuenta con varias caídas de agua de gran tamaño, la más grande es aproximadamente de 10-15 metros de alto, sus aguas se caracterizan por ser claras y frías, se pueden observar varias pozas profundas para el uso de adultos y niños con la habilidad de poder nadar se rodea de gran cantidad de vegetación en la cual se pueden observar distintos tipos de animales silvestres

## Ubicación
Está ubicado en el Chal, Alta Verapaz departamento de Guatemala, están localizadas a tan solo 15 minutos del pueblo el Chal, a 25 km de la cabecera departamental y a 397 km de la ciudad capital.

## Origen del nombre
El nombre de Se´pemech proviene del idioma maya Q’eqchi’ que tiene como significado las Conchas por su gran cantidad de restos de conchas y caracoles encontradas en el fondo de estas aguas.